# Molinchart
Molinchart és un municipi francès situat al departament de l'Aisne i a la regió dels Alts de França. L'any 2007 tenia 292 habitants.

## Demografia

### Població
El 2007 la població de fet de Molinchart era de 292 persones. Hi havia 102 famílies de les quals 12 eren unipersonals (4 homes vivint sols i 8 dones vivint soles), 33 parelles sense fills, 53 parelles amb fills i 4 famílies monoparentals amb fills.
La població ha evolucionat segons el següent gràfic:
Habitants censats

### Habitatges
El 2007 hi havia 115 habitatges, 105 eren l'habitatge principal de la família, 2 eren segones residències i 8 estaven desocupats. Tots els 114 habitatges eren cases. Dels 105 habitatges principals, 97 estaven ocupats pels seus propietaris, 7 estaven llogats i ocupats pels llogaters i 1 estava cedit a títol gratuït; 3 tenien dues cambres, 8 en tenien tres, 27 en tenien quatre i 67 en tenien cinc o més. 75 habitatges disposaven pel capbaix d'una plaça de pàrquing. A 35 habitatges hi havia un automòbil i a 63 n'hi havia dos o més.

### Piràmide de població
La piràmide de població per edats i sexe el 2009 era:
| Homes | Edats   | Dones |
| ----- | ------- | ----- |
| 0     | 95 o +  | 0     |
| 0     | 90 a 94 | 0     |
| 8     | 85 a 89 | 8     |
| 0     | 80 a 84 | 0     |
| 8     | 75 a 79 | 4     |
| 4     | 70 a 74 | 4     |
| 0     | 65 a 69 | 8     |
| 0     | 60 a 64 | 0     |
| 8     | 55 a 59 | 8     |
| 4     | 50 a 54 | 8     |
| 12    | 45 a 49 | 4     |
| 12    | 40 a 44 | 16    |
| 20    | 35 a 39 | 12    |
| 12    | 30 a 34 | 16    |
| 8     | 25 a 29 | 8     |
| 12    | 20 a 24 | 0     |
| 8     | 15 a 19 | 8     |
| 12    | 10 a 14 | 12    |
| 8     | 5 a 9   | 8     |
| 12    | 0 a 4   | 4     |

## Economia
El 2007 la població en edat de treballar era de 195 persones, 148 eren actives i 47 eren inactives. De les 148 persones actives 138 estaven ocupades (79 homes i 59 dones) i 10 estaven aturades (4 homes i 6 dones). De les 47 persones inactives 16 estaven jubilades, 17 estaven estudiant i 14 estaven classificades com a «altres inactius».

### Ingressos
El 2009 a Molinchart hi havia 109 unitats fiscals que integraven 304 persones, la mediana anual d'ingressos fiscals per persona era de 20.311 €.

### Activitats econòmiques
Dels 13 establiments que hi havia el 2007, 1 era d'una empresa extractiva, 1 d'una empresa de construcció, 2 d'empreses de comerç i reparació d'automòbils, 2 d'empreses de transport, 1 d'una empresa financera, 4 d'empreses de serveis i 2 d'empreses classificades com a «altres activitats de serveis».

## Poblacions més properes
El següent diagrama mostra les poblacions més properes.